# СoinMarketCap
СoinMarketCap (CMC) là trang web tiền điện tử theo dõi giá được tham khảo nhiều nhất trên thế giới và là nhà cung cấp dữ liệu tiền điện tử lớn. CMC xuất bản dữ liệu thị trường và tài sản tiền điện tử theo thời gian thực bao gồm theo dõi giá, vốn hóa thị trường tài sản tiền điện tử, mức độ thống trị của Bitcoin và dữ liệu khối lượng trao đổi tiền điện tử. Tính đến tháng 1 năm 2021, trang web cung cấp dữ liệu cho 8.192 tài sản tiền điện tử duy nhất. Đây là trang web đánh giá tiền điện tử phổ biến nhất trên toàn cầu.
Bảng xếp hạng CMC cho các sàn giao dịch tiền điện tử được chia nhỏ thành các sàn giao dịch thị trường giao ngay tiền điện tử, các sàn giao dịch phái sinh tiền điện tử và sàn giao dịch tài sản tiền điện tử phi tập trung (DEX).
CMC có 350 triệu lượt xem trang hàng tháng và 445.000 người dùng hoạt động hàng ngày.

## Lịch sử
CoinMarketCap được thành lập vào tháng 5 năm 2013 bởi nhà phát triển Brandon Chez trong căn hộ của mình ở Long Island City, Queens.
Vào tháng 5 năm 2016, CMC đã ra mắt API công khai đầu tiên của mình.
Cho đến năm 2017, Chez chỉ làm việc trên CMC. Vào cuối năm 2017, anh ấy đã tập hợp một nhóm cốt lõi để quản lý trang web. Vào năm 2018, theo The Wall Street Journal, CoinMarketCap đã trở thành một trong những trang web được buôn bán nhiều nhất trên thế giới. Chez duy trì một hồ sơ công khai thấp, điều này đã bị gián đoạn vào tháng 1 năm 2018 khi các phóng viên của Wall Street Journal theo dõi anh ta và xuất bản một bài báo dài dành cho CoinMarketCap và người sáng lập của nó.
Vào ngày 8 tháng 1 năm 2018, CMC đã loại bỏ các sàn giao dịch của Hàn Quốc khỏi thuật toán báo giá của mình vì giá ở đó liên tục cao hơn nhiều so với các quốc gia khác. Quyết định của CMC đã gây ra sự sụt giảm đáng kể về vốn hóa thị trường của XRP, trong số các đợt giảm giá tài sản tiền điện tử khác.
Trên Twitter, CMC tuyên bố rằng họ đã “loại trừ một số sàn giao dịch của Hàn Quốc trong việc tính toán giá do sự chênh lệch giá quá lớn so với phần còn lại của thế giới và cơ hội kinh doanh chênh lệch giá có hạn”. Trong một lá thư gửi cho WSJ, Chez giải thích rằng CMC đã hủy niêm yết các sàn giao dịch của Hàn Quốc vì nhiều người dùng phàn nàn về giá không chính xác; tuy nhiên, anh ấy không ngờ tác động của việc loại trừ tỷ giá hối đoái ở Hàn Quốc lại lớn như vậy.
Vào tháng 5 năm 2018, CoinMarketCap đã ra mắt một ứng dụng di động cho người dùng iOS và chế độ tối vào tháng tiếp theo.
Vào tháng 3 năm 2019, CoinMarketCap đã tung ra hai chỉ số tiêu đề toàn diện, được tính toán và quản lý bởi nhà cung cấp chỉ số Solactive AG của Đức. Tiêu đề CMC Crypto 200 Index (CMC200) bao gồm 200 loại tiền điện tử được trọng lượng bởi vốn hóa thị trường, bao gồm cả Bitcoin, và do đó về cơ bản bao phủ hơn 90% thị trường tiền điện tử toàn cầu. CMC Crypto 200 ex BTC Index (CMC200EX) theo dõi hiệu suất của thị trường tài sản tiền điện tử mà không có ảnh hưởng của Bitcoin.
Kể từ tháng 3 năm 2019, hai chỉ số chuẩn tiền điện tử CMC đã được liệt kê trên Nasdaq, Bloomberg Terminal và Refinitiv.
CoinMarketCap cũng đã ra mắt Liên minh Trách nhiệm Minh bạch Dữ liệu (DATA) vào năm 2019 như một cách để thúc đẩy tính minh bạch từ các dự án trong không gian tiền điện tử và nâng cao các tiêu chuẩn báo cáo trong toàn ngành.
Vào tháng 11 năm 2019, CoinMarketCap đã đưa ra chỉ số Thanh khoản mới nhằm mục đích chống lại khối lượng giao dịch giả mạo.
Vào tháng 4 năm 2020, Binance mua lại CoinMarketCap vì các điều khoản không được tiết lộ; một báo cáo của Forbes cáo buộc rằng thỏa thuận trị giá 400 triệu đô la, nhưng con số đó không được xác nhận. CMC tiếp tục hoạt động độc lập với công ty mẹ.
CoinMarketCap đã ra mắt chương trình phần thưởng giáo dục vào tháng 8 năm 2020, cho phép người tham gia kiếm được tối đa một số tiền nhất định từ mã thông báo gốc của một dự án blockchain nhất định bằng cách xem video giáo dục và hoàn thành các câu hỏi để đủ điều kiện nhận tiền thưởng.
Vào tháng 9 năm 2020, CMC đã ra mắt nền tảng giáo dục của mình, CMC Alexandria, một cổng cung cấp nội dung giáo dục giúp định hướng những người mới đến với thế giới tiền điện tử và tài chính phi tập trung (DeFi).
Vào năm 2021, CoinMarketCap trở thành đối tác API cho sàn giao dịch Coinbase. API của CoinMarketCap cung cấp quyền truy cập vào nhiều loại thông tin blockchain trên nhiều sàn giao dịch.
Vào tháng 12 năm 2021, giá tiền điện tử được niêm yết tại tiền điện tử lớn nhất có trụ sở tại Hoa Kỳ trao đổi Coinbase và CoinMarketCap trở nên bất thường trong một thời gian ngắn do một số lý do kỹ thuật. Cả Coinbase và CoinMarketCap đều tuyên bố rằng trục trặc kỹ thuật không phải do bên ngoài gây ra.